# Alexandre Bourdonski
Alexandre Vassilievitch Bourdonski (en russe : Александр Васильевич Бурдонский), né à Kouïbychev le 14 septembre 1941 et mort à Moscou le 24 mai 2017, est un metteur en scène russe et soviétique, artiste du peuple de la fédération de Russie. Il est le petit-fils de Joseph Staline,,.

## Biographie
Né en 1941 de l'union de Vassili Djougachvili et Galina Bourdonskaïa, Alexandre a une sœur Nadejda Stalina (1943-1999). Dans sa jeunesse il porte le nom de famille de son père, puis, craignant une influence d'un tel nom sur sa carrière d'artiste, il prend le nom de jeune fille de sa mère.
En 1966, Alexandre Bourdonski entre dans la classe de Maria Knebel à l'Académie russe des arts du théâtre. Diplômé en 1971, Anatoli Efros l'invite pour le rôle de Roméo dans la tragédie shakespearienne au théâtre sur Malaïa Bronnaïa. Trois mois plus tard, Maria Knebel lui propose de faire une adaptation du spectacle Celui qui reçoit la gifle d'après l’œuvre de Leonid Andreïev au Théâtre de l'Armée russe. L'adaptation est un succès, Bourdonski devient alors metteur en scène du Théâtre de l'Armée russe.
En 2016, Bourdonski accepte de faire le test d'ADN qui confirme que Iouri Davydov, un ingénieur vivant en Sibérie, est bien le petit-fils caché de Joseph Staline, descendant d'Aleksandre Davydov, né en 1917 de la relation de Staline avec une certaine Lydia Perepryguina,,,.
Au même moment, il en profitera pour condamner publiquement les crimes de son grand-père Staline, car s'il avait bien accepté de faire le test d'ADN, c'était nullement dans le cadre d'évoquer positivement Staline.
Il meurt dans la nuit du 24 au 25 mai 2017, dans l'un des hôpitaux de Moscou, des suites d'un cancer associées aux problèmes cardiaques. Il est incinéré et l'urne avec ses cendres est enterrée au cimetière Vagankovo[réf. souhaitée].